# Skylanders: SuperChargers
Skylanders: SuperChargers è il quinto capitolo della serie Skylanders. Il gioco introduce nel gameplay i veicoli, i quali possono essere utilizzati per sbloccare altre aree del gioco.
L'uscita è avvenuta il 20 settembre 2015 in Nord America e il 25 settembre 2015 in Europa per Wii U, PlayStation 3, PlayStation 4, Xbox 360 e Xbox One. 
Le versioni per Wii e Nintendo 3DS sono un gioco a parte chiamato Skylanders: SuperChargers Racing, che contiene solo le porzioni di guida a causa delle limitazioni grafiche delle vecchie console.
I nuovi Skylanders si chiamano SuperChargers, in quanto se il personaggio viene fatto scendere in campo con il proprio veicolo, quest'ultimo subirà una trasformazione (SuperCharged) che lo potenzierà. Inoltre si possono acquistare le coppe (terrestre, marina o aerea) per giocare con i cattivi nella modalità gare.
Il portale è ampio e rettangolare, per ospitare Veicolo e Skylander; le Trappole invece servono per sbloccare le Pietrecielo e per attivare un potenziamento elementale, quest'ultimo senza tener conto del cattivo catturato. 
Tutti i personaggi dei giochi precedenti sono compatibili con il nuovo gioco e sono in grado di guidare qualsiasi tipo di veicolo.

## SuperChargers

### Fuoco
- Hammer Slam Bowser (compatibile solo nelle versioni Nintendo del gioco)
- Spitfire (doppiato da Claudio Moneta)
- Lava Lance Eruptor (doppiato da Francesco Mei)

### Vita
- Turbo Charge Donkey Kong (compatibile solo nelle versioni Nintendo del gioco)
- Thrillipede
- Super Shot Stealth Elf (doppiata da Daniela Fava)

### Non-Morti
- Fiesta (doppiato da Luca Ghignone)
- Bone Bash Roller Brawl

### Acqua
- Deep Dive Gill Grunt (doppiato da Francesco Mei)
- Dive-Clops (doppiato da Stefano Albertini)

### Magia
- Splat
- Big Bubble Pop Fizz (doppiato da Marco Balzarotti)

### Terra
- Smash Hit
- Shark Shooter Terrafin

### Aria
- Stormblade (doppiata da Jenny De Cesarei)
- Hurricane Jet-Vac (doppiato da Oliviero Corbetta)

### Tecnica
- High Volt (doppiato da Ivo De Palma)
- Double Dare Trigger Happy

### Luce
- Astroblast (doppiato da Andrea Bolognini)

### Buio
- Nightfall

## Veicoli

### Terrestri
- Hot Streak (Fuoco)
- Burn-Cycle (Fuoco)
- Barrel Blaster (Tecnica) (Nintendo)
- Crypt Crusher (Non-Morti)
- Tomb Buggy (Non-Morti)
- Thump Truck (Terra)
- Shark Tank (Terra)
- Shield Striker (Tecnica)
- Gold Rusher (Tecnica)

### Marini
- Reef Ripper (Acqua)
- Dive Bomber (Acqua)
- Splatter Splasher (Magia)
- Soda Skimmer (Magia)
- Sea Shadow (Buio)

### Volanti
- Clown Cruiser (Aria) (Nintendo)
- Buzz Wing (Vita)
- Stealth Stinger (Vita)
- Sky Slicer (Aria)
- Jet Stream (Aria)
- Sun Runner (Luce)